# Seba antarctica
Seba antarctica is een vlokreeftensoort uit de familie van de Sebidae. De wetenschappelijke naam van de soort is voor het eerst geldig gepubliceerd in 1906 door Walker.